# باشق أنقط الذيل
البَاشِق أنقَطُ الذيل أو الباز أنقَطُ الذيل هو نوعٌ من الجوارح ينتمي إلى فصيلة البيزان. هذه الطيور بلديَّةٌ مُتوطِّنةٌ في جزيرة سولويزي الإندونيسيَّة فقط دون غيرها من الجُزر في الأرخبيل الأندونيسي أو في أيِّ مكانٍ آخر في العالم. موئلها الطبيعيّ هو الغابات الرطبة الواطئة الاستوائيَّة وشبه الاستوائيَّة، وغابات القرم (المنغروف، الأيكة) شبه الاستوائيَّة أو الاستوائيَّة.